# Hilberts nittonde problem
Hilberts nittonde problem är ett av Hilberts 23 problem. Det formulerades år 1900 relaterat till frågan:
Är lösningarna till Lagranges ekvationer alltid analytiska?
Matematikern John Forbes Nash bevisade på 1950-talet att svaret på frågan är "ja": lösningarna är alltid analytiska. 

### Allmänna källor
- Bernstein, S. (1904), ”Sur la nature analytique des solutions des équations aux dérivées partielles du second ordre” (på franska), Mathematische Annalen 59:  20–76, doi:10.1007/BF01444746, ISSN 0025-5831, http://www.digizeitschriften.de/dms/resolveppn/?PPN=GDZPPN00225977X.
- Bombieri, Enrico (1975), ”Variational problems and elliptic equations”, Proceedings of the International Congress of Mathematicians, Vancouver, B.C., 1974, Vol. 1, ICM Proceedings, Monteal, Que.: Canadian Mathematical Congress, s. 53–63, arkiverad från ursprungsadressen  den 2013-12-31, http://www.mathunion.org/ICM/ICM1974.1/Main/icm1974.1.0053.0064.ocr.pdf, läst 8 januari 2014. Reprinted in Bombieri, Enrico (1976), ”Variational problems and elliptic equations”, i Browder, Felix E., Mathematical developments arising from Hilbert problems, Proceedings of Symposia in Pure Mathematics, "XXVIII", Providence, R.I.: American Mathematical Society, s. 525–535, ISBN 978-0-8218-1428-4, http://books.google.com/books?isbn=0821814281.
- De Giorgi, Ennio (1956), ”Sull'analiticità delle estremali degli integrali multipli” (på Italian), Atti della Accademia Nazionale dei Lincei. Rendiconti. Classe di Scienze Fisiche, Matematiche e Naturali, Serie VIII, 20:  438–441. "On the analiticity of extremals of multiple integrals" (English translation of the title) is a short research announcement disclosing the results detailed later in (De Giorgi 1957). While, according to the Complete list of De Giorgi's scientific publication (De Giorgi 2006, p. 6), an English translation should be included in (De Giorgi 2006), it is unfortunately missing.
- De Giorgi, Ennio (1957), ”Sulla differenziabilità e l'analiticità delle estremali degli integrali multipli regolari” (på Italian), Memorie della Accademia delle Scienze di Torino. Classe di Scienze Fisiche, Matematicahe e Naturali., Serie III, 3:  25–43. Translated in English as "On the differentiability and the analiticity of extremals of regular multiple integrals" in (De Giorgi 2006, ss. 149–166).
- De Giorgi, Ennio (1968), ”Un esempio di estremali discontinue per un problema variazionale di tipo ellittico” (på Italian), Bollettino dell'Unione Matematica Italiana (4), Serie IV, 1:  135–137. Translated in English as "An example of discontinuous extremals for a variational problem of elliptic type" in (De Giorgi 2006, ss. 285–287).
- De Giorgi, Ennio (2006), Ambrosio, Luigi; Dal Maso, Gianni; Forti, Marco m.fl., red., Selected papers, Berlin–New York: Springer-Verlag, s. x+889, ISBN 978-3-540-26169-8, http://www.springer.com/mathematics/analysis/book/978-3-540-26169-8.
- Giaquinta, Mariano (1983), Multiple integrals in the calculus of variations and nonlinear elliptic systems, Annals of Mathematics Studies, "105", Princeton, NJ: Princeton University Press, s. vii+297, ISBN 0-691-08330-4, http://books.google.com/books?id=JwSAewaYsdMC&printsec=frontcover&hl=it#v=onepage&q&f=true.
- Gilbarg, David; Trudinger, Neil S. (2001) [1998], Elliptic partial differential equations of second order, Classics in Mathematics (Revised 3rd printing of 2nd), Berlin – Heidelberg – New York: Springer Verlag, s. xiv+517, ISBN 3-540-41160-7, http://books.google.com/books?id=eoiGTf4cmhwC&printsec=frontcover&hl=it&source=gbs_ge_summary_r&cad=0#v=onepage&q&f=true.
- Giusti, Enrico (1994) (på Italian), Metodi diretti nel calcolo delle variazioni, Monografie Matematiche, Bologna: Unione Matematica Italiana, s. VI+422, translated in English as  Direct Methods in the Calculus of Variations, River Edge, NJ – London – Singapore: World Scientific Publishing, 2003, s. viii+403, ISBN 981-238-043-4, http://books.google.com/books?id=FofhcvUZo9YC&printsec=frontcover&hl=it#v=onepage&q&f=true.
- Giusti, Enrico; Miranda, Mario (1968), ”Un esempio di soluzioni discontinue per un problema di minimo relativo ad un integrale regolare del calcolo delle variazioni” (på Italian), Bollettino dell'Unione Matematica Italiana, Serie IV, 2:  1–8.
- Gohberg, Israel (1999), ”Vladimir Maz'ya: Friend and Mathematician. Recollections”, i Rossman, Jürgen; Takáč, Peter; Wildenhain, Günther, The Maz'ya anniversary collection. Vol. 1: On Maz'ya's work in functional analysis, partial differential equations and applications. Based on talks given at the conference, Rostock, Germany, August 31 – September 4, 1998, Operator Theory. Advances and Applications, "109", Basel: Birkhäuser Verlag, s. 1–5, ISBN 978-3-7643-6201-0, http://books.google.com/?id=9xPz9Mg2c_EC&printsec=frontcover#v=onepage&q.
- Hilbert, David (1900), ”Mathematische Probleme” (på German), Nachrichten von der Königlichen Gesellschaft der Wissenschaften zu Göttingen, Mathematisch-Physikalische Klasse (3):  253–297, http://gdz.sub.uni-goettingen.de/dms/load/img/?PPN=PPN252457811_1900&DMDID=DMDLOG_0037 (reprinted as ”Mathematische Probleme” (på tyska), Archiv der Mathematik und Physik, dritte reihe 1:  44–63 and 253–297, 1900, https://archive.org/stream/archivdermathem02unkngoog#page/n61/mode/1up), translated in English by Mary Frances Winston Newson as Hilbert, David (1902), ”Mathematical Problems”, Bulletin of the American Mathematical Society 8 (10):  437–479, doi:10.1090/S0002-9904-1902-00923-3, http://www.ams.org/journals/bull/1902-08-10/S0002-9904-1902-00923-3/ (reprinted as Hilbert, David (2000), ”Mathematical Problems”, Bulletin of the American Mathematical Society, New Series 37 (4):  407–436, doi:10.1090/S0273-0979-00-00881-8, http://www.ams.org/journals/bull/2000-37-04/S0273-0979-00-00881-8/), and in French (with additions of Hilbert himself) by M. L. Laugel as Hilbert, David (1902), ”Sur les problèmes futurs des Mathématiques”, i Duporcq, E., Compte Rendu du Deuxième Congrès International des Mathématiciens, tenu à Paris du 6 au 12 août 1900. Procès-Verbaux et Communications, ICM Proceedings, Paris: Gauthier-Villars, s. 58–114, arkiverad från ursprungsadressen  den 2013-12-31, http://www.mathunion.org/ICM/ICM1900/Main/icm1900.0058.0114.ocr.pdf, läst 8 januari 2014.
- Kristensen, Jan; Mingione, Giuseppe (October 2011), Sketches of Regularity Theory from The 20th Century and the Work of Jindřich Nečas, "Report no. OxPDE-11/17", Oxford: Oxford Centre for Nonlinear PDE, s. 1–30, arkiverad från ursprungsadressen  den 2014-01-07, https://web.archive.org/web/20140107114055/http://www.maths.ox.ac.uk/system/files/attachments/OxPDE_11-17.pdf.
- Maz'ya, V. G. (1968), ”Примеры нерегулярных решений квазилинейных эллиптических уравнений с аналитическими коэффициентами” (på Russian), Funktsional’nyĭ Analiz i Ego Prilozheniya 2 (3):  53–57, http://mi.mathnet.ru/eng/faa/v2/i3/p53, translated in English as Maz'ya, V. G. (1968), ”Examples of nonregular solutions of quasilinear elliptic equations with analytic coefficients”, Functional Analysis and Its Applications 2 (3):  230-234, doi:10.1007/BF01076124.
- Mingione, Giuseppe (2006), ”Regularity of minima: an invitation to the Dark Side of the Calculus of Variations.”, Applications of Mathematics 51 (4):  355–426, http://dml.cz/dmlcz/134645.
- Morrey, Charles B. (1966), Multiple integrals in the calculus of variations, Die Grundlehren der mathematischen Wissenschaften, "130", Berlin–Heidelberg–New York: Springer-Verlag, s. xii+506, ISBN 978-3-540-69915-6, http://books.google.com/books?id=-QNKm1PBohsC.
- Nash, John (1957), ”Parabolic equations”, Proceedings of the National Academy of Sciences of the United States of America 43 (8):  754–758, ISSN 0027-8424, http://www.pnas.org/content/43/8/754.full.pdf+html?sid=db030833-a739-437a-8ce0-be81f750b3a7.
- Nash, John (1958), ”Continuity of solutions of parabolic and elliptic equations”, American Journal of Mathematics 80 (4):  931–954, ISSN 0002-9327.
- Nečas, Jindřich (1977), ”Example of an irregular solution to a nonlinear elliptic system with analytic coefficients and conditions for regularity”, i Kluge, Reinhard; Müller, Wolfdietrich, Theory of nonlinear operators: constructive aspects. Proceedings of the fourth international summer school, held at Berlin, GDR, from September 22 to 26, 1975, Abhandlungen der Akademie der Wissenschaften der DDR, "Nr. 1N", Berlin: Akademie-Verlag, s. 197–206.
- Petrowsky, I. G. (1939), ”Sur l'analyticité des solutions des systèmes d'équations différentielles” (på franska), Recueil Mathématique (Matematicheskii Sbornik) 5(47) (1):  3–70, http://mi.mathnet.ru/eng/msb5769.